# 悪魔と夜ふかし
『悪魔と夜ふかし』（あくまとよふかし、原題：Late Night with the Devil）は、2023年制作のオーストラリアのホラー映画。映倫PG12区分、上映時間93分。

## あらすじ
1977年のハロウィン。ニューヨークにある放送局UBCの深夜のトーク・バラエティ番組「ナイト・オウルズ」の司会者ジャック・デルロイは人気挽回のため、生放送で行われるオカルトショーを計画していた。
そして放送当日、様々な超常現象が披露した後、目玉企画として、ルポルタージュ「悪魔との対話」著者のジューン博士と、本のモデルとなった“悪魔が憑く”という少女リリーが登場する。実はジャックは、テレビ史上初となる“悪魔の生出演”を実現させようともくろんでいた。
だが番組がクライマックスを迎えたとき、思いもよらぬ惨劇が起こる。悪魔に憑依されたリリーは出演者を殺し、ジャックは過去を再体験させられる。かつて、ジャックは妻の魂と番組の成功を引き換える契約を悪魔と結んだ。そして、病に苦しむ過去の光景の中の妻に懇願され、ジャックは彼女を短剣で刺し殺す。しかし、ジャックの意識がスタジオに戻ると、彼が実際に刺し殺したのはリリーであったことが明らかになる。

## キャスト
- デヴィッド・ダストマルチャン：ジャック・デルロイ 役
- ローラ・ゴードン：ジューン・ロスミッチェル 役
- フェイザル・バジ：クリストゥ 役
- イアン・ブリス：カーマイケル・ヘイグ 役
- イングリット・トレリ：リリー 役
- リース・アウテーリ：ガス・マコーネル 役
- ジョシュ・クオン・タート：レオ・フィスク 役
- ジョージナ・ヘイグ：マデリン・パイパー 役
- マイケル・アイアンサイド：ナレーター 役